# Koło Konserwatywno-Ludowe
Koło Konserwatywno-Ludowe – koło parlamentarne w Sejmie II kadencji zawiązane w 1997 przez działaczy, którzy zdecydowali się opuścić Unię Wolności.

## Członkowie koła
- Wojciech Arkuszewski, Ostrołęka
- Piotr Buczkowski, Poznań – przewodniczący
- Leszek Chwat, Szczecin
- Bronisław Komorowski, Piła
- Andrzej Machowski, Poznań
- Zdobysław Milewski, Nowy Sącz
- Piotr Polmański, Katowice
- Jan Rokita, Kraków

## SejmIV kadencji
W Sejmie IV kadencji także istniało Koło Poselskie Konserwatywno-Ludowe, które tworzyli byli posłowie SKL po rozpadzie tej partii. 

### Członkowie koła
- Dorota Arciszewska-Mielewczyk, Gdynia (do 2004, potem Prawo i Sprawiedliwość)
- Artur Balazs, Szczecin
- Zbigniew Chrzanowski, Siedlce (do 2004, złożył mandat poselski)
- Ireneusz Niewiarowski, Konin
- Krzysztof Oksiuta, Warszawa
- Małgorzata Rohde, Koszalin
- Andrzej Wojtyła, Kalisz
- Marek Zagórski, Białystok (do 2004, potem poseł niezrzeszony)